# 迪克森鎮區 (阿肯色州門羅縣)
迪克森鎮區（英語：Dixon Township）是位於美國阿肯色州門羅縣的一個行政鎮區。

## 地方資料
迪克森鎮區的面積為67.86平方千米，當中陸地面積為66.29平方千米，而水域面積為1.57平方千米。根據2010年美國人口普查的數據，當地共有人口225人，而人口密度為每平方千米3.32人。